# Žitnica
Žitnica je građevina čije ja osnovna namjena skladištenje žita ili hrane za stoku. Najčešće se gradi s ulazom na većoj visini kako bi se spriječio pristup miševima i drugim životinjama štetočinama. Žitnice su karakteristične za poljoprivredna područja i seoska imanja.